# Geomagnetism

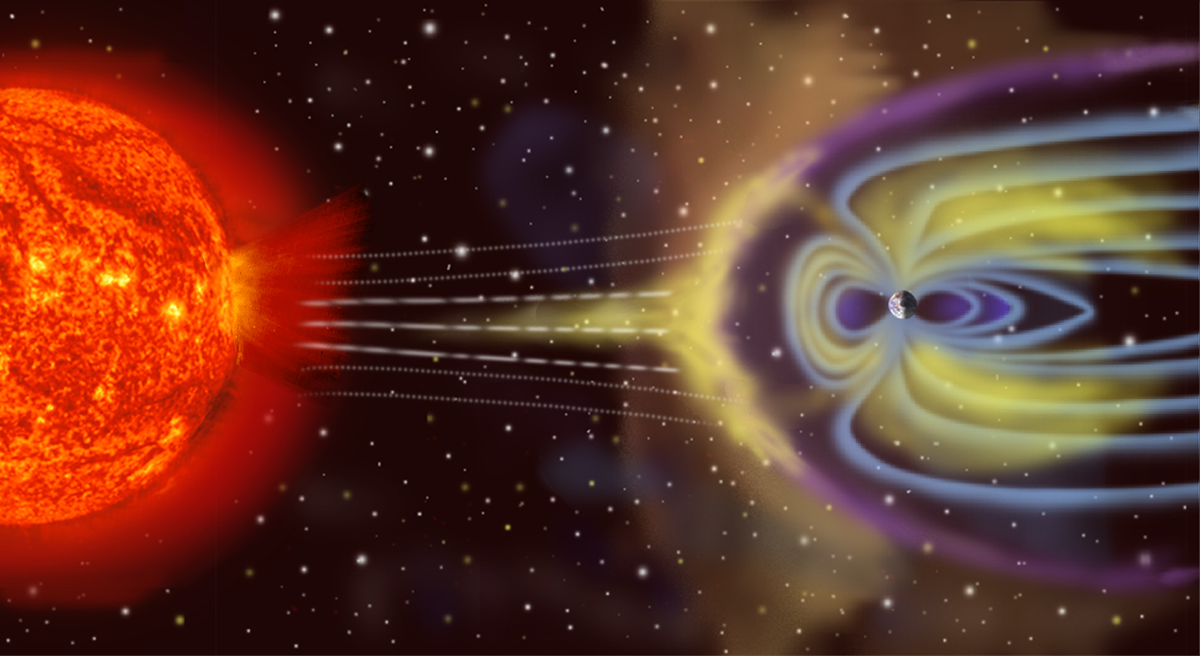
Magnetosferă protejează suprafața Pământului de particulele incărcate electric din vântul solar și e generată de curenții electrici localizati in diverse părți ale suprafeței planetei. It is compressed on the day (Sun) side due to the force of the arriving particles, and extended on the night side. (Image not to scale.)

Geomagnetismul este dat de câmpul magnetic care inconjoară planeta Pământ. Este aproximativ un dipol magnetic. 
Geomagnetiusmul este un capitol al geofizicii care se ocupă cu studiul magnetismului terestru.

## Importanță

Interacţiunea dintre câmpul magnetic terestru şi cel interplanetar

## Activitate geomagnetică
Activitatea geomagnetică reprezintă variația cvasiperiodică a parametrilor câmpului geomagnetic.
Are o perioadă de 11 ani, identică cu perioada activității solare care o influențează.
Poate fi măsurată cu ajutorul magnetometrului și magnetografului.
Caracterul activității geomagnetice se determină în fiecare zi, notându-se cu 0 - ziua calmă, cu 1 - ziua cu activitate medie și cu 2 - ziua cu perturbații mari.
Variațiile parametrilor câmpului geomagnetic sunt produse de radiația corpusculară a Soarelui și pot dura câteva zile.
Aceste variații sunt descrise prin diferiți indici ai activității geomagnetice:
- indicele K: determinat la fiecare trei ore într-o scară de mărime de la 0 la 9, descrie diferența dintre cea mai mare și cea mai mică deviație a câmpului geomagnetic de la nivelul normal: valoarea 9 reprezintă o deviație de 0,4 A/m;
- indicele Kp denumit indicele planetar de trei ore, este calculat prin medierea indicilor K de la mai multe observatoare magnetice repartizate în locuri diferite pe globul terestru;
- amplitudinea planetară echivalentă Ap dă o reprezentare a nivelului mediu al activității geomagnetice în timp de 24 de ore.

Unele perturbații geomagnetice au un început brusc în orice loc de pe Pământ, în timp ce altele se repetă cu perioada sinodică de rotație a Soarelui.
1. ↑  Mic dicționar enciclopedic, Editura enciclopedică română, Bucureșgti, 1972.